# Betta ideii
Betta ideii — тропічний прісноводний вид риб з родини осфронемових (Osphronemidae), підродина макроподових (Macropodusinae).
Отримав свою назву на честь Такасіге Ідеї (Takashige Idei), збирача риб з острова Калімантан, який відкрив для акваріумістів багато нових видів.
Вид був відомий в торгівлі акваріумними рибами під назвою Betta sp. «Laut» із середини 1990-х років чи навіть раніше, ще до того як отримав свій науковий опис.

## Опис
Максимальна стандартна (без хвостового плавця) довжина становить 8,3 см. Риби мають міцне струнке тіло з невеличкими плавцями. У спинному плавці 0-1 твердий і 8-9 м'яких променів, в анальному 1-2 твердих і 30-32 м'яких променів. У бічній лінії 34,5-35 лусок. Відстань від кінчика рила до початку спинного плавця становить 67,8-69,5 % стандартної довжини.
Вид належить до складу групи видів Betta unimaculata, найбільш близьким він є до B. patoti. Від своїх найближчих родичів відрізняється наявністю оранжевої плями між передньою частиною ока та заднім краєм верхньої щелепи; у законсервованих зразків вона стає блідо-жовтою, майже білою. Великі самці у законсервованому стані стають майже цілковито блискуче-чорними або темно-коричневими.
Самці більші за самок, мають ширшу голову та яскравішу оранжеву пляму на щоках.

## Поширення
Betta ideii зустрічається в індонезійській частині острова Калімантан. Була виявлена лише в обмеженому районі провінції Південний Калімантан, включаючи невеликий (близько 100 км завдовжки та 30 км завширшки) острів Лаут (індонез. Pulau Laut), відділений від Калімантану вузькою однойменною протокою.
Населяє проточні водойми з прозорою водою, що протікають серед вологого тропічного лісу. Ґрунт складається з піску та каміння, упереміш з опалим листям та гілочками.

## Біологія
Betta ideii належить до числа видів, у яких самець інкубує ікру в роті. Самка зазвичай ініціює нерест. Ікра відкладається й запліднюється невеликими порціями у типових для осфронемових «обіймах», коли самець обволікає самку своїм тілом. Після кожного акту спаровування обидві риби оглядають і збирають запліднені ікринки, ті, що підібрала самка, вона випльовує в рот самцю. Коли всі ікринки опиняться в роті самця, цикл повторюється, і так допоки самка не відкладе всю ікру. Залежно від температури води, самець виношує кладку від 13 до 18 днів, після чого він випускає з рота вже повністю сформованих мальків, готових споживати найдрібніший корм.
Як і решта представників підряду лабіринтових риб (Anabantoidei), Betta ideii має додатковий орган диханням, відомий як лабіринтовий апарат. Він розташований в порожнині над зябрами й дозволяє рибам у певних обсягах дихати атмосферним повітрям.
У дикій природі ймовірно харчується дрібними комахами та іншими безхребетними (зоопланктоном).

## Утримання в неволі
Betta ideii тримають парами в акваріумах місткістю 80 літрів або більше. Групу риб можна тримати в акваріумах на 120 літрів і більше.
Вид дуже толерантний до хімічного складу води й добре почувається майже у будь-якій воді, але вона має бути чистою. Температура в межах 22-25 °C. Для нересту краще використовувати м'яку воду.